# ロングショット
ロングショット（英: long shot, LS）は被写体とカメラの距離が非常に遠いショットである。また、被写体の全体が見えたり、被写体が周辺環境で小規模に見えるようなショットのこと。
劇場の内側の舞台を観客の視点から見た視界と同じような視界と考えると、理解しやすい。人物をロングショットで撮ると、立っている人間は完全にフレーム内に収まる。
フルショットやエスタブリッシング・ショットと同じ意味で使われる。

## フルショット
フルショット（英: full shot, FS）は被写体の全身がちょうどフレームに収まるショットである。フルフィギュア（FF）とも。
広義のロングショットの一種である。全身が写るため接地面もまたフレームで捉えられる。